# Birgitte Bak-Jensen
Birgitte Bak-Jensen er en dansk professor og forsker i intelligent styring af elektricitetsforsyningsnettet ved Institut for Energiteknik ved Aalborg Universitet.

## Uddannelse
Birgitte Bak-Jensen modtog civilingeniørgraden inden for systemkonstruktion i 1986 fra Aalborg Universitet. I 1992 opnåede hun sin ph.d.-grad med en afhandling om modellering af højspændingskomponenter, også fra Aalborg Universitet.

## Karriere
Birgitte Bak-Jensen har været ansat ved Aalborg Universitet siden 1988, først som ph.d.-studerende, siden som adjunkt og lektor og siden 2015 som professor. Hun har i sin forskning hovedsageligt beskæftiget sig med forhold vedrørende det elektriske distributionsnet, i den første årrække mest vedrørende stabilitet og spændingskvalitet. I de seneste år har hun dog også beskæftiget sig med fremtidens smarte elnet med stor integration af vedvarende energikilder og nye belastninger i form af elbiler, varmepumper og lagring af batterier.
Bak-Jensen medvirker på dette område i flere nationale og internationale projekter, hvoraf hun er projektleder på nogle af dem.
Hun er blandt andet kerneforsker på Center for Data-Intensive Cyber-Physical Systems (DiCyPS). Ved dette forskningscenter, der er støttet af Innovationsfonden, arbejdes der med "at udnytte software og data fra IT-styringen af komplekse fysiske systemer til at skabe smartere og mere brugervenlige løsninger for samfundet og den enkelte." Desuden er Bak-Jensen projektleder på projektet Determination of Automation Demands for Improved Controllability and Observability in Distribution Networks (DECODE).
Birgitte Bak-Jensen modtog i 2018 "The CIGRE Technical Council Award" for hendes arbejde inden for studiekomitéen for "Distrubuted Energy ressources". 